# Thulêan Mysteries
Thulêan Mysteries (с англ. — «Тайны Туле») — двенадцатый студийный альбом норвежского музыкального проекта Burzum, выпущенный 13 марта 2020 года Варгом Викернесом на лейбле Byelobog Productions.
Обложкой данному альбому послужила картина Теодора Северина Киттельсена Nøkken — (с норв. — «Водяной тролль»).

## Предпосылки
В октябре 2019 года Викернес опубликовал твит о том, что он планирует выпустить ещё один альбом Burzum, цель которого — служить фоновой музыкой для игры в разработанную Викернесом настольную ролевую игру MYFAROG (Mythic Fantasy Role-playing Game).

## Дата выхода
18 декабря 2019 года Burzum опубликовал обложку альбома. 13 марта 2020 года альбом вышел на лейбле Byelobog Productions в формате двойного CD и на лейбле Back On Black в формате двойного винила.

## Список композиций
1 СD
| №   | Название                  | Перевод                            | Длительность |
| --- | ------------------------- | ---------------------------------- | ------------ |
| 1.  | «The Sacred Well»         | Священный колодец                  | 2:56         |
| 2.  | «The Loss of a Hero»      | Потеря героя                       | 0:55         |
| 3.  | «ForeBears»               | Предки                             | 4:04         |
| 4.  | «A Thulêan Perspective»   | Перспектива Туле                   | 4:03         |
| 5.  | «Gathering Of Herbs»      | Сбор трав                          | 1:15         |
| 6.  | «Heill auk Sæll»          | Будь здоров                        | 3:38         |
| 7.  | «Jötunnheimr»             | Йотунхейм                          | 1:39         |
| 8.  | «Spell-Lake Forest»       | Лес с озером заклинаний            | 1:07         |
| 9.  | «The Ettin Stone Heart»   | Каменное сердце Эттина             | 1:16         |
| 10. | «The Great Sleep»         | Великий сон                        | 1:29         |
| 11. | «The Land of Thulê»       | Земля Туле                         | 2:15         |
| 12. | «The Lord of the Dwarves» | Повелитель гномов                  | 5:16         |
| 13. | «A Forgotten Realm»       | Забытое царство                    | 7:26         |
| 14. | «Heill Óðinn, Sire»       | Да здравствует его величество Один | 1:17         |
| 15. | «The Ruins Of Dwarfmount» | Руины горы гномов                  | 1:30         |
| 16. | «The Road To Hel»         | Дорога к Хель                      | 7:43         |
| 17. | «Thulêan Sorcery»         | Колдовство Туле                    | 2:10         |

2 CD
| №                   | Название                 | Перевод                  | Длительность |
| ------------------- | ------------------------ | ------------------------ | ------------ |
| 1.                  | «Descent into Niflheimr» | Спуск в Нифльхейм        | 1:43         |
| 2.                  | «Skin Traveller»         | Путешественник в накидке | 4:35         |
| 3.                  | «The Dream Land»         | Царство снов             | 8:43         |
| 4.                  | «Thulêan Mysteries»      | Тайны Туле               | 4:22         |
| 5.                  | «The Password»           | Пароль                   | 15:14        |
| 6.                  | «The Loss Of Thulê»      | Утрата Туле              | 5:02         |
| Общая длительность: | Общая длительность:      | Общая длительность:      | 1:29:00      |

## Участники записи
- Варг Викернес — вокал, все инструменты.